# Madeleine Ursault
Madeleine Ursault, née à Poitiers le 6 août 1925, est une architecte française. Elle est connue pour de nombreuses réalisations comme l'église Saint-Paul de Poitiers ou l'abbaye Sainte-Croix de Saint-Benoît.

## Biographie
Née le 6 août 1925, Madeleine Ursault apprend le dessin et l'architecture à l'école nationale des Beaux-Arts de Paris dont elle sort diplômée en mars 1954 avec son projet de Petite église paroissiale qu'elle réalise immédiatement à Poitiers sous le nom d'église Saint-Paul,. Elle apprend aussi auprès de son père André Ursault, alors architecte déjà reconnu.
Dans un premier temps, Madeleine collabore dans un cabinet d'architecture avec son père André et son frère Pierre qui signent leurs projets "A. P. et M.". C'est dans cette période qu'elle travaille avec son père sur l'aménagement de l'UFR de sciences humaines et arts de Poitiers entre 1955 et 1967, où est réalisé un vaste ensemble de salles de cour et amphithéâtre, tout cela dans une architecture en béton qui relie l'hôtel Fumé et l'hôtel Berthelot,.
À partir des années 1960, Madeleine Ursault travaille seule, ayant repris le cabinet d'architecture familial. Elle est probablement la première femme à tenir un cabinet d'architecture à Poitiers. Elle est nommée la même année architecte attitrée pour la direction régionale des Postes, Télégraphe et Téléphone, pour laquelle on lui doit de nombreuses constructions notamment à Poitiers, à Angoulême et à Niort.
Plus tard, Madeleine se spécialise dans les édifices religieux. Dans ces constructions, elle propose des formes simples et exprime toute sa passion pour le vitrail et la lumière. Elle est l'une des actrices du renouveau de l'architecture religieuse en France, notamment après le concile Vatican II. Elle continue son activité jusqu'en 1991.

## Principales réalisations

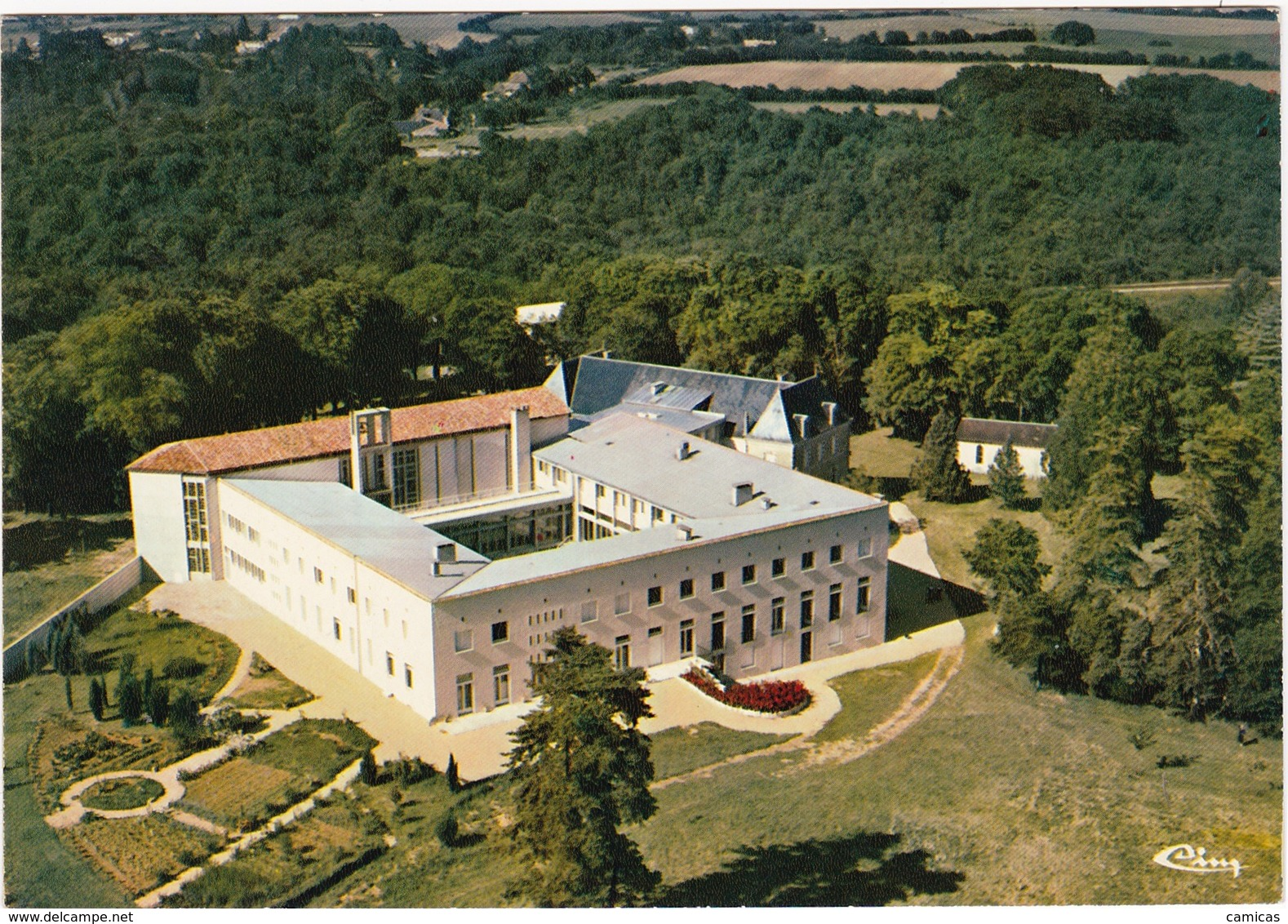
Abbaye Sainte-Croix à Saint-Benoît (1963).

### Abbaye Sainte-Croix
L'une des principales réalisations de Madeleine Ursault est la création du nouveau bâtiment pour les Sœurs de l'abbaye Sainte-Croix. L'ancienne abbaye occupait un espace près de la cathédrale Saint-Pierre de Poitiers jusqu'en 1965, date à laquelle les religieuses vendent leurs bâtiments à la ville de Poitiers. La nouvelle abbaye est construite sur le lieu-dit de la Cossonnière à Saint-Benoît. Le cabinet de Madeleine Ursault remporte l'appel d'offres et elle est choisie pour la création d'un nouvel ensemble monastique. Cette œuvre est aujourd'hui, avec l'église Saint-Paul, l'œuvre majeure de Madeleine Ursault. L'église abbatiale présente des matériaux simples, les murs sont en béton crépis blanc, selon l'esthétisme des années 1960 ; elle possède un toit en charpente de sapin qui rappelle les structures des églises au haut Moyen Âge. Les fenêtres sont ornées de vitraux abstraits en dalles de verre. Le tabernacle et le mobilier religieux sont aussi une création de Madeleine Ursault, ce qui peut faire de cette réalisation une œuvre totale où l'architecte voit au-delà de la simple vision architecturale, mais pense tous les espaces et son mobilier,,

### Église Saint-Paul de Poitiers

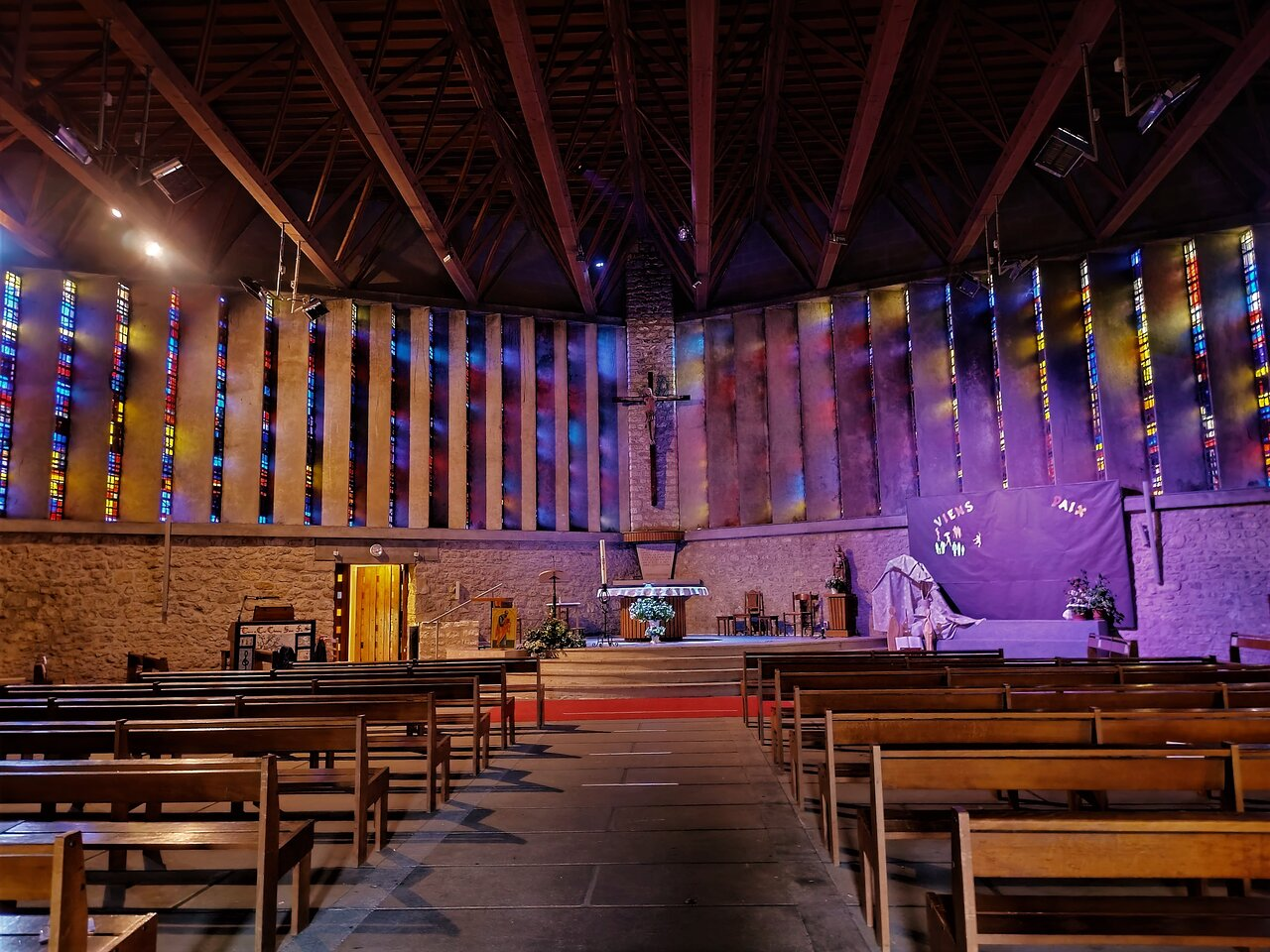
Intérieur de l'église Saint-Paul.

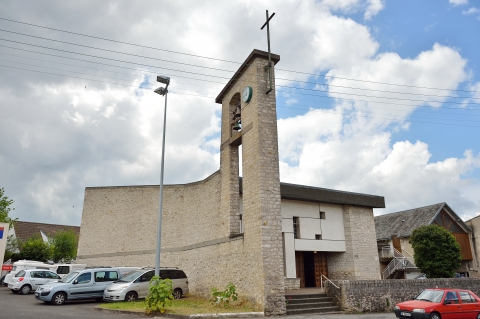
Extérieur de l'église Saint-Paul.

Création la plus connue de Madeleine Ursault, elle est aussi la première. Elle élabore cette église durant son projet de diplôme des Beaux-Arts de Paris. La construction de cette église répond à un manque de la paroisse de la Trinité de Poitiers. Le terrain est un don de la famille Ursault très pieuse. Le terrain étant très irrégulier, l'architecture a dû prendre des courbes sinueuses. Le plan est résolument moderne et en forme de pentagone, avec des murs de pierre et de béton et une charpente en bois. Pour l'éclairage direct du chevet, elle prend son inspiration dans le réfectoire de l'abbaye du Mont-Saint-Michel. Le chevet est orné d'une série de spectaculaires vitraux dus au maître verrier Gabriel Loire. C'est avec cette réalisation que Madeleine Ursault comprend toute l'importance de la lumière et travaille sur l'usage des vitraux,.